# Dimitrios Papadimulis
Dimitrios (Dimitris) Papadimulis, gr. Δημήτρης Παπαδημούλης (ur. 21 marca 1955 w Atenach) – grecki polityk, inżynier, poseł do Parlamentu Europejskiego VI, VIII i IX kadencji.

## Życiorys
Z wykształcenia inżynier, studiował na Politechnice Ateńskiej. Pracował w przedsiębiorstwach zajmujących się dystrybucją i sprzedażą gazu ziemnego, a następnie w branży energii odnawialnych. Od 1980 zajmował się pozyskiwaniem europejskich funduszy strukturalnych. W drugiej połowie lat 70. był członkiem zarządu greckiej organizacji studenckiej. Zaangażował się w działalność lewicowej partii Sinaspismos, wszedł w skład jej komitetu politycznego.
Na skutek wyborów w 2004 zasiadł w Europarlamencie VI kadencji. Przystąpił do grupy Zjednoczonej Lewicy Europejskiej i Nordyckiej Zielonej Lewicy, a także do Komisji Zatrudnienia i Spraw Socjalnych oraz Podkomisji Praw Człowieka. Kadencję zakończył w 2009.
W tym samym roku został wybrany do Parlamentu Hellenów, reelekcję uzyskiwał w obu wyborach w 2012. W 2014 z ramienia Syrizy ponownie zdobył mandat eurodeputowanego. W 2019 z powodzeniem ubiegał się o europarlamentarną reelekcję. W 2023 zadeklarował wsparcie dla nowej partii powołanej przez grupę posłów, którzy opuścili Syrizę.